# Aarne Haapakoski
Aarne Viktor Haapakoski (Pieksämäki, 18 de marzo de 1904 - Málaga, 24 de enero de 1961), también conocido por el seudónimo de Outsider, fue un escritor y periodista finlandés de ciencia ficción y ficción detectivesca.
Entre sus obras más destacadas se encuentra la serie de ficción policial sobre el arquitecto/detective Klaus Karma y una serie de ciencia ficción sobre un robot llamado Atorox. Las historias de Atorox fueron escritas bajo el seudónimo de Outsider. El premio Atorox de ciencia ficción finlandesa lleva el nombre de Atorox.
Haapakoski cayó enfermo en Londres durante un viaje de vacaciones con su esposa Frida y murió un par de días después de llegar a Málaga en 1961. Fue enterrado en el Cementerio Inglés de Málaga.

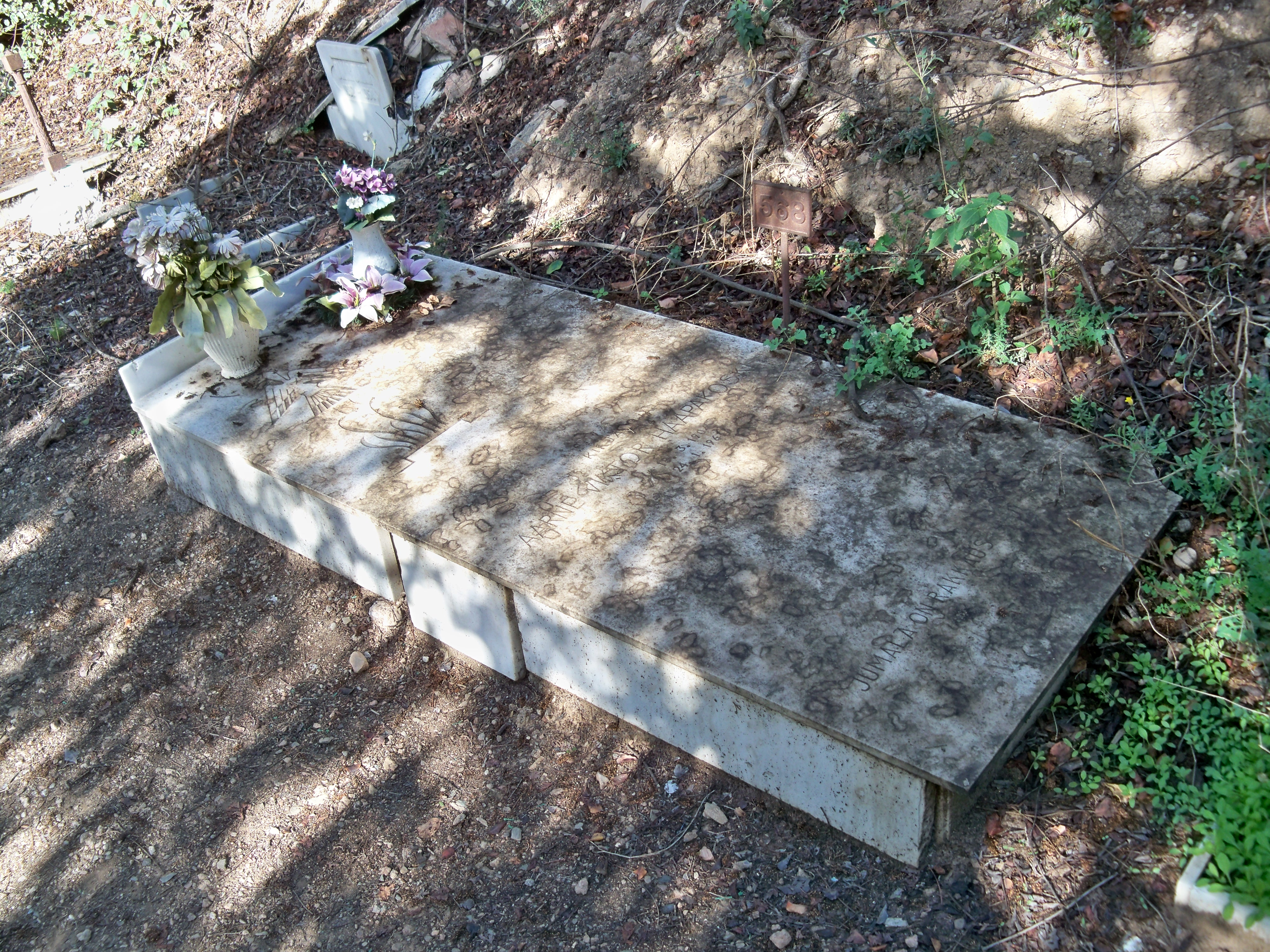
Tumba de Aarne Haapakoski «Outsider» en el Cementerio Inglés de Málaga.